# 第69届国际足联大会
第69届国际足联大会（英語：69th FIFA Congress）于2019年6月5日在法国巴黎凡尔赛门展览馆举行。

## 大会内容
2018年6月13日，第68届国际足联大会在莫斯科举行，现任国际足联主席詹尼·因凡蒂诺在会上宣布再次参加主席竞选。2019年2月5日截止日期后，因凡蒂诺是唯一一名候选人，由此他再次当选国际足联主席。

### 投票结果
| 第69届国际足联大会 2019年6月5日 – 法国巴黎 |          |
| 候选人                                     | 第一轮   |
| / 詹尼·因凡蒂诺                            | 口头表决 |